# Kościół Matki Bożej Różańcowej w Drezdenku
Kościół pw. Matki Bożej Różańcowej w Drezdenku – rzymskokatolicki kościół filialny należący do parafii Przemienienia Pańskiego w Drezdenku.

## Historia
Świątynia powstała jako pierwszy po reformacji kościół katolicki w mieście. Został poświęcony w październiku 1898 roku.

## Architektura
Jest to kościół wzniesiony w stylu neogotyckim, składający się z niewielkiego trójbocznie zamkniętego prezbiterium i strzelistej wieży flankowanej dwiema przybudówkami. Wystrój i wyposażenie świątyni jest prawie w całości oryginalne. Został zmieniony tylko wystrój ścian, pomalowanych po 1945 roku. 

## Wyposażenie
W prezbiterium jest umieszczony ołtarz z XIX wieku w typie tryptyku. W jego centralnej części znajduje się obraz Matki Boskiej z Dzieciątkiem. Z lewej i prawej strony ołtarza znajdują się polichromowane figury św. Krzysztofa i św. Agnieszki. Ołtarze boczne, wykonane przez nieznanego artystę, zostały umieszczone po 1945 roku. Naprzeciwko prezbiterium znajduje się empora muzyczna, na której znajdują się organy pochodzące z początku XX wieku, wykonane w firmie Schlag und Söhne ze Świdnicy. Obecnie świątynia ma jeden dzwon wykonany ze spiżu, dwa oryginalne dzwony nie zachowały się do dziś. Okna witrażowe są współczesne i powstały w 1987 roku.